# Arre (Gard)
Arre – miejscowość i gmina we Francji, w regionie Oksytania, w departamencie Gard.
Według danych na rok 1990 gminę zamieszkiwało 296 osób, a gęstość zaludnienia wynosiła 41 osób/km² (wśród 1545 gmin Langwedocji-Roussillon Arre plasuje się na 629. miejscu pod względem liczby ludności, natomiast pod względem powierzchni na miejscu 890.).